# Битва за Дьєпп

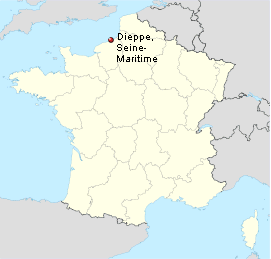
Місце рейду: Дьєпп, департамент Приморська Сена, Верхня Нормандія

Битва за Дьєпп, також знана як Дьєппська операція, Дьєппський рейд, Операція «Ювілей» (19 серпня 1942) — десантна операція військ союзників із заволодіння портом Дьєпп на північному узбережжі Франції. У висадці брало участь 6086 піхотинців, в основному канадців, за підтримки британського флоту та авіації союзників. Операція закінчилась провалом. Втрати союзних військ склали 3623 піхотинці, 555 моряків та 119 літаків.